# Napoli Calcio a 5 2004-2005
Questa pagina raccoglie i dati riguardanti il Napoli Calcio a 5, squadra di calcio a 5 militante in serie A2, nelle competizioni ufficiali del 2004-2005.

## Rosa[1]
| N° | Naz.                                   | Ruolo      | Sportivo          | Anno     |  |  |
| -- | -------------------------------------- | ---------- | ----------------- | -------- |  |  |
| -  | Brasile (bandiera) · Italia (bandiera) | Portiere   | Christian Bertoni | 19.03.75 |  |  |
| -  | Italia (bandiera)                      | Portiere   | Davide Cerino     | 08.12.83 |  |  |
| -  | Italia (bandiera)                      | Portiere   | Stefano Deda      | 10.04.66 |  |  |
| -  | Brasile (bandiera) · Italia (bandiera) | Difensore  | Rodrigo Bertoni   | 01.12.78 |  |  |
| -  | Brasile (bandiera) · Italia (bandiera) | Difensore  | Romulo Bertoni    | 19.03.75 |  |  |
| -  | Italia (bandiera)                      | Universale | Renato Belardo    | 09.06.69 |  |  |
| -  | Brasile (bandiera)                     | Universale | Maicon Cavalli    | 17.10.84 |  |  |
| -  | Brasile (bandiera) · Italia (bandiera) | Universale | Douglas Correia   | 12.02.82 |  |  |
| -  | Brasile (bandiera)                     | Universale | Rogério Giglio    | 10.05.72 |  |  |
| -  | Brasile (bandiera)                     | Universale | Juninho           | 27.02.75 |  |  |
| -  | Brasile (bandiera)                     | Universale | Henrique Maciel   | 24.09.75 |  |  |
| -  | Brasile (bandiera)                     | Universale | Felipe Manzalli   | 20.09.85 |  |  |
| -  | Italia (bandiera)                      | Universale | Angelo Riccardi   | 16.09.84 |  |  |
| -  | Italia (bandiera)                      | Pivot      | Antonio Campano   | 26.03.77 |  |  |
| -  | Italia (bandiera)                      | Pivot      | Luigi Mazzocchi   | 16.07.82 |  |  |
| -  | Brasile (bandiera)                     | Pivot      | Diogo Sgarbi      | 22.12.77 |  |  |
| -  | Italia (bandiera)                      | Allenatore | Maurizio Deda     |          |  |  |